# Amargastegos brevicollus
Amargastegos brevicollus ("techo de la La Amarga") es la única una especie conocida del género dudoso  extinto Amargastegos  de dinosaurio ornitisquio estegosáurido que vivió hace 125 millones de años entre el Barremiense y el Aptiense a mediados del Cretácico, en lo que es hoy Sudamérica. La especie tipo y única conocida es A. brevicollus, cuyo nombre de especie deriva del rasgo único de las cortas vértebras cervicales. Amargastegos es uno de los pocos de estegosáuridos cretácicos conocidos del hemisferio sur, junto con las huellas halladas en Bolivia y el género sudafricano Paranthodon. El nombre de este género fue registrado en el Official Registration of Zoological Nomenclature (registro oficial de nomenclatura zoológica, en inglés, o Zoobank), un requisito para su validez. El holotipo de Amargastegos y único espécimen, MACN N-43, proviene de la Formación La Amarga de Argentina, y data específicamente del límite de las épocas del Barremiense y el Aptiense, hace unos 125 millones de años. Este incluye algunos osteodermos dorsales, las vértebras cervicales y caudales, y un hueso craneal. En 2016, Peter Malcolm Galton y Kenneth Carpenter consideraron a este género como un nomen dubium, estableciendo que era un miembro indeterminado de Stegosauria.